# Primera División Uruguaya 1984
Il campionato era formato da tredici squadre e il Central Español vinse il titolo.

## Classifica finale
| Pos. | Squadra              | G  | V  | N  | P  | GF | GS | Punti |
| ---- | -------------------- | -- | -- | -- | -- | -- | -- | ----- |
| 1    | Central Español      | 24 | 13 | 9  | 2  | 39 | 17 | 35    |
| 2    | Peñarol              | 24 | 11 | 12 | 1  | 47 | 23 | 34    |
| 3    | Nacional             | 24 | 11 | 10 | 3  | 44 | 25 | 32    |
| 4    | Danubio              | 24 | 12 | 7  | 5  | 35 | 22 | 31    |
| 5    | Bella Vista          | 24 | 10 | 7  | 7  | 25 | 29 | 27    |
| 6    | Montevideo Wanderers | 24 | 10 | 6  | 8  | 37 | 30 | 26    |
| 7    | Defensor             | 24 | 9  | 6  | 9  | 27 | 26 | 24    |
| 8    | Rampla Juniors       | 24 | 6  | 12 | 6  | 28 | 28 | 24    |
| 9    | Progreso             | 24 | 4  | 10 | 10 | 23 | 35 | 18    |
| 10   | Huracán Buceo        | 24 | 4  | 10 | 10 | 15 | 29 | 18    |
| 11   | Sud América          | 24 | 5  | 7  | 12 | 27 | 42 | 17    |
| 12   | Cerro                | 24 | 2  | 11 | 11 | 15 | 38 | 15    |
| 13   | Miramar Misiones     | 24 | 3  | 5  | 16 | 16 | 34 | 11    |

G = Partite giocate; V = Vittorie; N = Nulle/Pareggi; P = Perse; GF = Goal fatti; GS = Goal subiti; 

## Classifica marcatori
| Gol |  |  | Giocatore       | Squadra         |
| --- |  |  | --------------- | --------------- |
| 18  |  |  | José Villarreal | Central Español |